# ملعب بي إم أو (لوس أنجلوس)
ملعب بي إم أو (BMO Stadium) ، سابقًا ملعب بنك كاليفورنيا ، هو ملعب كرة قدم خاص في حي إكسبوسيشن بارك في لوس أنجلوس ، كاليفورنيا. إنها موطن فريق لوس أنجلوس لكرة القدم. تم إكماله عام 2018 ، وكان أول استاد مفتوح في الهواء الطلق بني في مدينة لوس أنجلوس منذ عام 1962. تم تشييده في موقع لوس أنجلوس ميموريال سبورتس أرينا السابق، ويقع بجوار استاد لوس أنجلوس التذكاري وإلى الجنوب مباشرة من الحرم الجامعي الرئيسي لجامعة جنوب كاليفورنيا. توزع لوس أنجلوس أف سي الموقع من الجامعة التي لديها عقد إيجار رئيسي مع لجنة لوكا ميموريال كولوسيوم لتشغيل وإدارة الكوليسيوم وخصائص الملعب. تم افتتاح الاستاد في 18 أبريل 2018.